# 駐瑞典台北代表團
駐瑞典台北代表團又名駐瑞典代表處，是中華民國駐在瑞典的官方代表機構，由於兩國間無正式外交關係，故代表團實際上屬於實質大使館。代表團位於瑞典首都斯德哥爾摩，其職責為推動及維繫台灣與瑞典間文化、經濟等各項雙邊關係。
基於外交對等原則，瑞典則在台北設立瑞典貿易暨投資委員會台北辦事處。

## 歷史
瑞典於1913年外交承認中華民國，1916年外交部在斯德哥爾摩設立駐瑞典王國公使館，並派遣顏惠慶任駐德國、瑞典及丹麥三國公使；1947年駐瑞典公使館升格為大使館，由謝維麟公使升任駐瑞典特命全權大使。
1950年，瑞典承認中華人民共和國，外交部宣布與瑞典王國斷交，並關閉大使館。1981年，外交部重新在瑞典設立台北商務觀光暨新聞辦事處（Taipei Trade Tourism and Information Office）；1994年更名為駐瑞典台北代表團（Taipei Mission in Sweden）。
2017年7月，外交部宣布關閉駐挪威代表處，對挪威相關事務改由駐瑞典代表處兼轄。